# Tolperisone
Il tolperisone è un derivato della piperidina. Il composto agisce come muscolo rilassante ad azione centrale. Viene commercializzato, tra gli altri, con i marchi di Mydocalm o Muscodol in diversi paesi asiatici e europei nella forma farmaceutica di compresse contenenti 50 mg oppure 150 mg di principio attivo.

## Farmacodinamica
Il tolperisone è un composto che svolge un'azione muscolo rilassante centrale agendo a livello della formazione reticolare del tronco cerebrale, bloccando i canali del sodio e del calcio ad alto voltaggio. Tolperisone causa un'incidenza relativamente bassa di sedazione rispetto ad altri miorilassanti ad azione centrale. Il suo esatto meccanismo d'azione rimane tuttavia non completamente compreso.

## Farmacocinetica
A seguito di somministrazione per via orale la molecola viene assorbita in modo rapido e pressoché completo dal tratto gastroenterico. La concentrazione plasmatica di picco (Cmax) viene raggiunta a distanza di 1,5 ore circa dall'assunzione. Una volta assorbito il composto è ampiamente metabolizzato a livello della ghiandola epatica e del rene. L'eliminazione avviene prevalentemente attraverso l'emuntorio renale in due fasi: la prima con un'emivita di circa 2 ore e la seconda che si caratterizza per un'emivita di circa 12 ore.

## Usi clinici
Il farmaco trova indicazione nel trattamento di tutte le patologie che si caratterizzano per un aumento patologico del tono muscolare, generalmente a seguito di malattie neurologiche (lesioni del tratto piramidale, sclerosi multipla, mielopatie, encefaliti, stroke), di paralisi spastica e di altre forme di encefalopatia che si associano a distonia. 
Viene anche utilizzato per il trattamento degli spasmi muscolari, particolarmente in soggetti che soffrono di disturbi dolorosi di origine muscolo-scheletrica, da patologie a carico della colonna vertebrale (spondilosi, spondiloartrosi, sindromi cervicali e lombari) oppure delle grandi articolazioni (periartrite scapolo-omerale, artrosi e artriti, mialgie in genere come la sindrome fibromialgica o la cefalea muscolotensiva).

## Effetti collaterali e indesiderati
Il tolperisone è generalmente ben tollerato. In corso di terapia sono stati comunque segnalati alcuni effetti collaterali quali astenia e debolezza muscolare, cefalea, ipotensione arteriosa, dispepsia, sensazione di bocca secca, nausea, vomito, diarrea, eccessiva sonnolenza diurna. Molti di questi effetti indesiderati scompaiono con la semplice riduzione del dosaggio di farmaco. Da segnalare anche alcune rare reazioni da ipersensibilità che includono rash cutaneo, prurito, edema di Quincke e, molto rararamente, shock anafilattico.

## Controindicazioni
Il tolperisone è controindicato nei soggetti con ipersensibilità nota al principio attivo, a molecole chimicamente correlate oppure ad uno qualsiasi degli eccipienti contenuti nella formulazione farmaceutica. Un'ulteriore controindicazione è rappresentata dagli individui affetti da miastenia grave (patologia che già di per sé tende a determinare una marcata debolezza muscolare). Il composto non è stato adeguatamente studiato per l'assunzione in età pediatrica. Pertanto la somministrazione a bambini con meno di 15 anni di età è indicata solo sotto stretta sorveglianza medica e quando i benefici attesi superino i rischi potenziali.

## Dosi terapeutiche
Nei soggetti adulti il dosaggio consigliato di tolperisone è pari a 300–450 mg al giorno, suddivisi in 2-3 somministrazioni. In casi particolari e a seconda della risposta clinica il medico può ritenere di ricorrere a una dose più elevata (600 mg/die in 4 somministrazioni). Nei soggetti anziani in genere si ricorre prudenzialmente a dosaggi inferiori rispetto a quelli usuali.

## Gravidanza e allattamento
Gli studi sperimentali di riproduzione disponibili eseguiti sugli animali non suggeriscono alcun effetto teratogeno reale o potenziale attribuibile a tolperisone. Non si dispone, tuttavia, di studi specifici effettuati su donne incinte. La molecola non è perciò indicata per il trattamento in gravidanza (in particolare nel primo trimestre) o in donne che potrebbero essere in stato gravido. Allo stato attuale delle conoscenze non è noto se il composto venga secreto nel latte materno. Per questo motivo il farmaco non deve essere usato nelle donne che allattano al seno ed in quelle in cui è necessario somministrare eperisone l'allattamento deve essere interrotto.

## Sovradosaggio
In caso di overdose, volontaria o accidentale esiste il rischio potenziale di ipotonia muscolare, che può interessare anche la muscolatura respiratoria. Nei bambini sono stati notati anche segni di eccitazione e agitazione psicomotoria.